# Eugenio Beltrami
Eugenio Beltrami (16. listopadu 1835 Cremona – 18. února 1900 Řím) byl italský matematik narozený v Lombardii (tehdy území Rakouské říše), který se uplatnil zejména v diferenciální geometrii a matematické fyzice.
Matematiku studoval na univerzitě v Pávii, avšak studia nedokončil kvůli finančním potížím a politickým problémům s rakouskými úřady. Pracoval pak na železnici. Na studiích ho ovlivnil matematik Francesco Brioschi. Roku 1862 se stal profesorem na univerzitě v Bologni. Roku 1889 se stal prezidentem Accademia dei Lincei (italské akademie věd). Krátce před smrtí, roku 1899, byl zvolen senátorem.
Jako první prokázal platnost neeuklidovské geometrie (s využitím tzv. Beltramiho-Kleinova modelu). Beltramiho použití diferenciálního počtu pro problémy matematické fyziky nepřímo ovlivnilo vývoj tenzorového počtu. Zabýval se též matematickou teorií elektřiny a magnetismu. Beltramův teorém je klíčový pro zobrazování zakřiveného povrchu v mapách. Ve fyzice plazmatu se uplatnil koncept Beltramova pole (jehož rotace je úměrná samotnému poli), užívá se při popisu helikálních struktur (silokřivky mají tvar šroubovice).